# Liste der deutschen Botschafter in Namibia

Die Liste der deutschen Botschafter in Namibia enthält die Botschafter der Bundesrepublik Deutschland in Namibia. Sitz der Botschaft ist in Windhoek.
| Name                       | Lebensdaten | Amtszeit       |
| -------------------------- | ----------- | -------------- |
| Harald Ganns               | * 1935      | 1990–1993      |
| Hanns Heinrich Schumacher  | * 1948      | 1993–1997      |
| Harald Nestroy             | * 1938      | 1998–2003      |
| Wolfgang Massing           | * 1941      | 2003–2006      |
| Arne von Kittlitz          | * 1943      | 2006–2008      |
| Egon Kochanke              | * 1952      | 2008–2012      |
| Onno Hückmann              | * 1950      | 2012–2015      |
| Christian Matthias Schlaga | * 1953      | 2015–2019      |
| Herbert Beck               | * 1957      | 2019–2023      |
| Thorsten Hutter            | * 1960      | seit Juli 2023 |